# Laura Bretan
Laura Bretan (n. 7 aprilie 2002, Chicago, Illinois, SUA) este o cântăreață de classical crossover româno-americană. A început să cânte când avea doar 4 ani. Laura a învățat să cânte de la mama ei, Rahela Bretan, care este originară din Hațeg, județul Hunedoara.
Artista s-a remarcat pe plan național și internațional datorită vocii sale. Laura a urcat pe scene din Statele Unite, Germania, Italia, Spania, Canada, Anglia, Belgia, Emiratele Arabe Unite, Elveția, Vatican, iar în România pe scenele Sălii Palatului, Ateneului Român și a Operei din Cluj.  
Prestațiile sale au devenit virale, fiind urmărite de zeci de milioane de oameni de pe tot globul. Tânăra artistă a devenit un adevărat fenomen în Statele Unite unde fost invitată și intervievată la posturi importante de televiziune cum sunt: NBC, CBS, CNN, WLS-TV, WGN, WCIU-TV, Today's Show, Country Living, Chicago Tribune, NBC online, etc. De asemeni, a fost prezentată în articole scrise de revista People. 
Laura a interpretat imnul național american pentru echipele de fotbal american White Sox și baschet Chicago Bulls, de mai multe ori. 
Laura a cântat de mai multe ori cu David Foster. In Noiembrie 2016, după ce au cântat împreună în Beverly Hills pentru Gala FIDF (Friends of the Israel Defense Forces), Foster a spus: "Nu am mai auzit niciodată o voce atât de puternică de la cineva atât de tânăr. Toată lumea va cunoaște numele tău!" 
Laura a cântat alături de Il Volo, Andre Rieu, Ethan Bortnick, cu fiul lui Andrea Bocelli, Matteo Bocelli, cu Victor Micallef, membru al celebrului grup "The Tenors", John McDermott, Stephan Moccio și alături de Steven Tyler (solistul vocal al formației Aerosmith), Jay Leno, Carly Rae Jepsen, The Tenors, Reba McEntire, violinista Caroline Campbell, Paul Anka, Trisha Yearwood, dar și de Toto Cutugno și Ricchi e Poveri precum și Michael Bolton.
Laura a apărut în filmul "Aria pentru Albrights" unde a jucat rolul principal al Annei. Filmul a avut premiera la Festivalul de Film de la Louisiana.

## America's Got Talent
Laura fost selectată din peste 100.000 de participanți la seriile de preselecție. A participat la vârsta de doar 13 ani la sezonul 11 al AGT, în  2016, atunci când l-a surprins  pe Simon Cowell, interpretând Nessun Dorma, de la care a primit doar cuvinte de  laudă, pe care nu le primise niciodată vreun participant la acest concurs. Iată ce a spus Simon Cowell, creatorul emisiunilor American Idol, Marea Britanie Got Talent, America's Got Talent și X-Factor despre ea, după audiția ei: "N-am auzit niciodată așa ceva în toți anii în care am facut acest spectacol! De aceea am facut acest spectacol, să găsim oameni ca tine!" 
A fost finalistă pe 30 august 2016 la prestigiosul concurs american unde a primit Golden Buzzer de la Mel B.

## Românii au talent
A dedicat participarea ei la sezonul 6 din acest concurs bunicului ei care murise în luna ianuarie a aceluiași an. Tânăra artistă a câștigat concursul după ce a uimit România cu vocea ei.

## Eurovision 2019
Pe data de 10 februarie a devenit finalistă la Selecția Națională pentru a reprezenta România cu melodia Dear Father, muzica realizată de Mihai Alexandru cu versurile Alexei Niculae. Rezultatele finale au pus-o pe mezina concursului, la doar 16 ani, pe poziția a doua, având cel mai mare punctaj primit din partea românilor la televot (de 10 ori mai multe voturi decât câștigatoarea finalei).

## Ambasador alStar of Hope International
Pe lângă muzică, Laura își dedică o parte din timp activităților de binefacere, fiind ambasador al Star of Hope International, organizație de ajutorare a copiilor săraci, orfani sau cu dizabilități. În prezent, fundația ajută peste 44.000 de copii din întreaga lume.

## Premii primite
Câteva din premiile primite de Laura Bretan includ:
- "Vocea unui înger", acordat de Fundația Safe Haven
- Premiul "Excellence Award" la Roma, de la organizația Pro Patria, 2016.[36]
- Premiul internațional "Giuseppe Sciacca" la Vatican, în 2018.[37]
- Premiul "Noi susținem excelența!" de la organizația Occidentul Românesc din Spania.
- Cetățean de onoare al comunei Vama din Satu Mare, 2019.

## Controverse
În Octombrie 2018, Laura Bretan a apărut într-un scurt video, în care a transmis mesajul: „Să spunem un Da hotărât, oriunde și oricând pentru familiile noastre, așa cum le-a lăsat Dumnezeu. Vă mulțumesc!” cu ocazia unui referendum de modificare a Constituției, care a vizat înlocuirea sintagmei „între soți”, cu una mai restrictivă, „între un bărbat și o femeie”. 
După ce Laura Bretan, principala favorită, a ratat calificarea la Eurovision 2019, a circulat pe internet o ipoteză: doi membri LGBT ai juriului, William Lee Adams și Deban Aderemi, jurnaliști Wiwibloggs, ar fi pedepsit-o pe tânăra artistă pentru că aceasta a susținut referendumul de modificare a Constituției. Cu o săptămână înainte de finală, video-ul a fost promovat pe social media cu titlul „Homophobic Laura Bretan supporting anti gay marriage referendum in Romania.” Unul dintre argumentele aduse la teoria „răzbunării” a fost că inițial cei doi jurați s-au arătat foarte încântați când au ascultat varianta de studio a piesei Laurei, dar ulterior, când au jurizat-o, i-au oferit doar 4, respectiv 6 puncte, adică cele mai puține puncte pe care Laura le-a primit de la jurați, ceea ce a dat peste cap șansele ei. Povestea a fost preluată de presa din țară, stârnind reacții. Cei doi jurați, William Lee Adams și Deban Aderemi, au negat acuzațiile care le-au fost aduse.